# Мост Блажо Йовановича
Мост Блажо Йовановича (серб. Most Blaža Jovanovića) — мост через реку Морача в Подгорице, Черногория.

## Описание
Мост Блажо Йовановича расположен недалеко от впадения реки Рибница в Морачу и является частью бульвара Святого Петра Цетинского. Этот автомобильный мост с пешеходной и велосипедной дорожками находится в самом центре Подгорицы, рядом со старинным Аджи-пашиным мостом. Он является мостом с самым интенсивным транспортным движением в городе.

## История
Мост Блажа Йовановича был построен между 1948 и 1950 годами, он стал одним из первых послевоенных мостов в Титограде. Строение было воздвигнуто известным сербским архитектором Бранко Жежелем.
Мост был назван в честь национального героя Черногории Блажо Йовановича — борца против фашистской оккупации страны, известного государственного деятеля социалистической Югославии.
Впервые мост был реконструирован в 1985 году, а второй раз в 2009 году, когда на нём была установлена декоративная подсветка, ставшая отличительной частью моста и превратившая его в популярную ночную достопримечательность Подгорицы.